# Crew Dragon Demo-2
Crew Dragon Demo-2, oficialmente conocido como SpaceX Demo-2, SpaceX DM-2 y Crew Demo-2, fue el primer vuelo de prueba tripulado de la nave espacial privada Crew Dragon de SpaceX. Su lanzamiento se efectuó el 30 de mayo de 2020 a las 19:22 UTC, desde el Centro espacial John F. Kennedy, tras la cancelación del lanzamiento del día 27 de mayo (fecha original del vuelo orbital programado), debido a dificultades climatológicas que obligaron a posponer el lanzamiento. Finalizó exitosamente el 2 de agosto de 2020, con el amerizaje de la cápsula Endeavour en el Golfo de México a las 18:48 UTC.  
Se trata del primer vuelo espacial orbital tripulado que se lanza desde suelo estadounidense desde 2011, año en que se envió el Transbordador Atlantis como parte de la misión STS-135, donde el comandante de la misión Douglas Hurley también formó parte de la tripulación. También es el primer vuelo espacial orbital de dos personas lanzado desde suelo estadounidense desde 1982, cuando se envió el Transbordador Columbia con la misión STS-4, y la primera prueba tripulada de una clase de nave nueva, lanzada desde los Estados Unidos, desde el vuelo orbital de prueba del transbordador Columbia en la misión STS-1, en abril de 1981.

## Tripulación
Behnken y Hurley fueron anunciados como tripulación titular el 3 de agosto de 2018. Ambos se unirán, en un lapso de aproximadamente 24 horas, en la Estación Espacial Internacional (ISS), con la Expedición 63, aumentando su número a 5 miembros.
| Puesto                              | Astronauta                                    | Astronauta                                    |
| ----------------------------------- | --------------------------------------------- | --------------------------------------------- |
| Comandante                          | Douglas G. Hurley, NASA Tercer y último vuelo | Douglas G. Hurley, NASA Tercer y último vuelo |
| Comandante de operaciones conjuntas | Robert L. Behnken, NASA Tercer y último vuelo | Robert L. Behnken, NASA Tercer y último vuelo |

| Puesto                                                            | Astronauta            | Astronauta            |
| ----------------------------------------------------------------- | --------------------- | --------------------- |
| Comandante de nave espacial / Comandante de operaciones conjuntas | Michael Hopkins, NASA | Michael Hopkins, NASA |

Además, la tripulación llevó consigo un dinosaurio de juguete llamado "Trimmer". Behnken y Hurley eligieron a Trimmer de entre los juguetes de dinosaurios que tienen sus hijos.

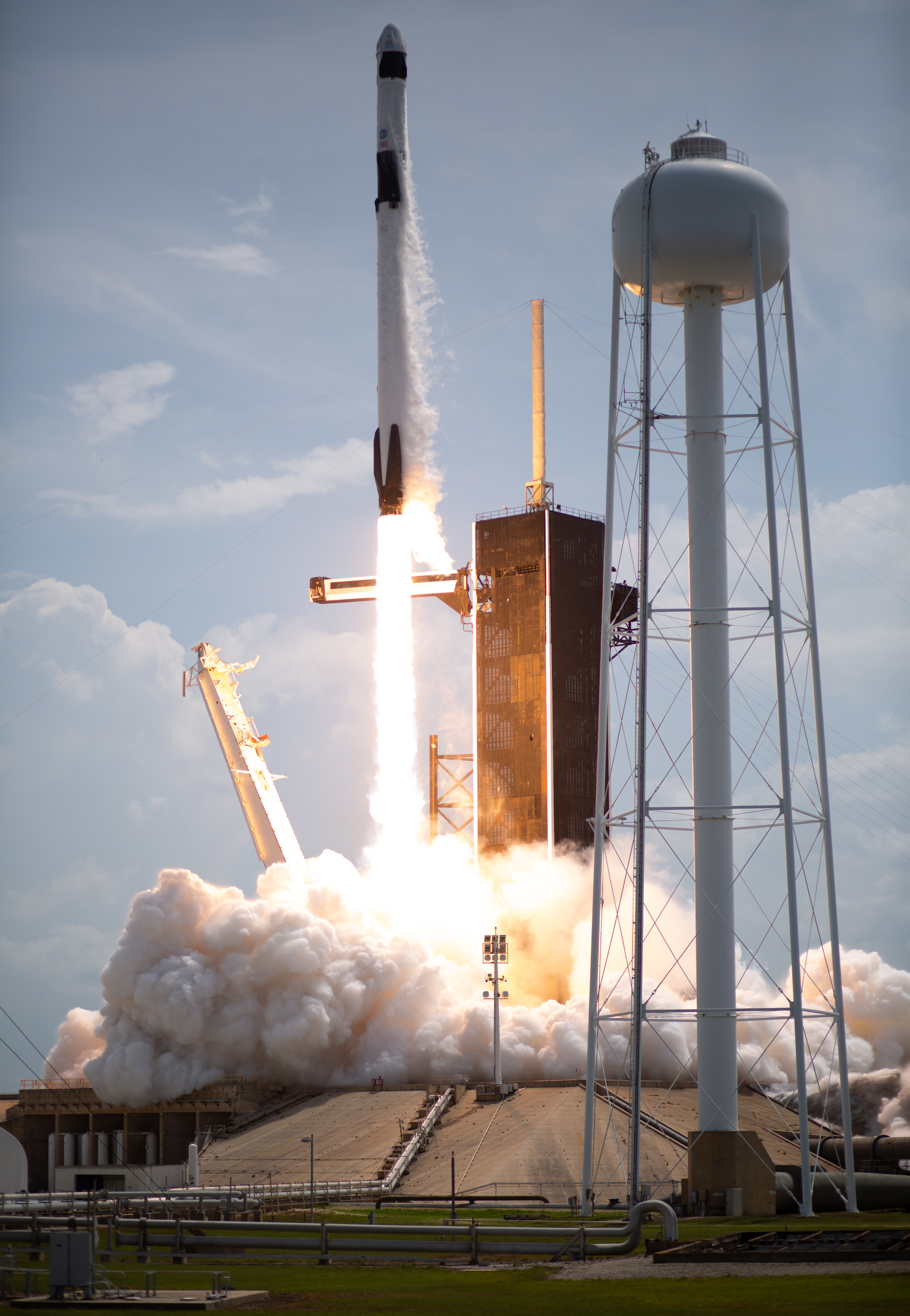
Lanzamiento de Crew Dragon Endeavour.

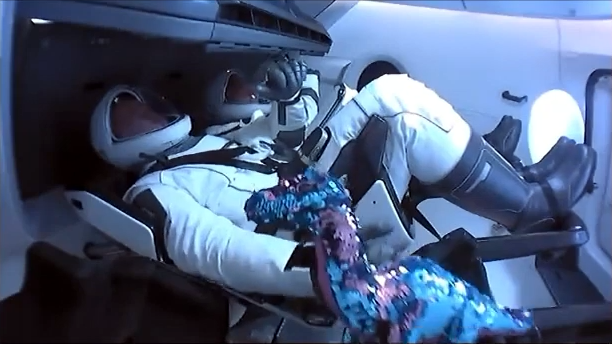
Los astronautas utilizaron un peluche de dinosaurio como indicador de ingravidez.

## Planificación
El lanzamiento, originalmente, se planeó para julio de 2019, como parte del contrato de Desarrollo de tripulación comercial con una tripulación de dos personas en una misión de prueba de 14 días a la Estación Espacial Internacional.
El 20 de abril de 2019, la cápsula Crew Dragon de la misión Demo-1 se destruyó durante las pruebas de ignición estática de sus propulsores SuperDraco, antes de su uso planificado para una prueba de escape en vuelo. SpaceX rastreó la causa de la anomalía hasta una válvula que filtró propelente a las líneas de helio de alta presión.
El 19 de enero de 2020, una nueva cápsula Crew Dragon completó con éxito una prueba de escape de emergencia en vuelo.
La misión estaba preparada para su lanzamiento en la segunda quincena de mayo de 2020.  La NASA está considerando extender la duración de la misión, permitiendo realizar una rotación estándar de tripulación. A principios de abril de 2020, el administrador de la NASA, Jim Bridenstine, afirmó que, dependiendo de la fecha de lanzamiento y de la disponibilidad de la nave Dragon para la misión Crew-1, la misión se extendería entre 2 a 3 meses, pues se espera que, tras el retorno de la nave a la Tierra, se le haga un análisis a cada una de sus partes antes de lanzar la misión Crew-1. Dicho análisis duraría un mes.
Behnken y Hurley llegaron al Centro espacial John F. Kennedy el 20 de mayo para prepararse para el lanzamiento, el cohete Falcon 9 fue llevado con éxito a la plataforma, la fecha elegida fue el 27 de mayo. La prueba de fuego estática se llevó a cabo el 22 de mayo de 2020, antes del lanzamiento programado.
A escasos 16 minutos del lanzamiento, se informó de un pronóstico climático adverso, debido a esto, la operación se pospuso hasta el 30 de mayo a las 19:22 UTC, fecha en que despegó la misión gracias a las favorables condiciones climáticas. El lanzamiento sirvió como una especie de prueba para el impulso de la NASA de asociarse con el sector privado; esto permitirá mejoras en los costos, innovación y seguridad.

## Llegada a la ISS

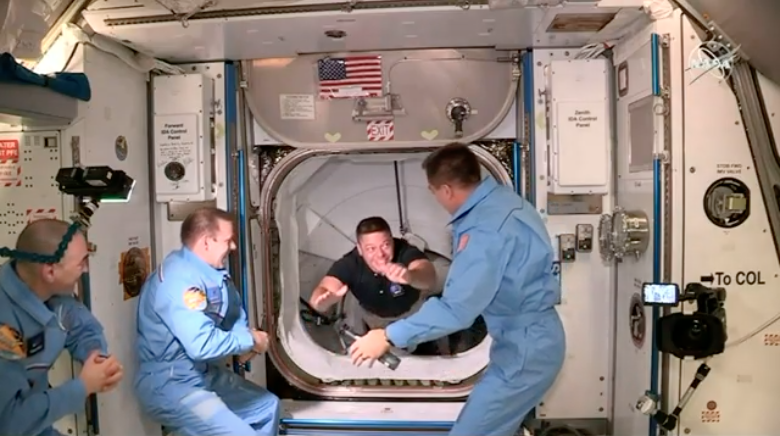
Behnken ingresa a la Estación Espacial Internacional.

El presidente Donald Trump y el vicepresidente Mike Pence, con sus esposas, estuvieron en el Centro Espacial Kennedy en Florida para ver el intento de lanzamiento el 27 de mayo de 2020 y regresaron para el lanzamiento el 30 de mayo de 2020, junto con la Segunda Dama Karen Pence.
Los astronautas Doug Hurley y Bob Behnken revelaron que el nombre de su nave espacial Crew Dragon (que anteriormente llevaba la numeración interna C206), era Endeavour, poco después del lanzamiento. Es la tercera nave espacial estadounidense llamada Endeavour, después del orbitador del transbordador espacial del mismo nombre, y el módulo de mando y servicio utilizado para la misión Apolo 15 en 1971. Hurley dijo que eligieron Endeavour como los primeros vuelos de él y Behnken al espacio fueron en el transbordador espacial Endeavour.
Después del lanzamiento, la nave pasó 19 horas en órbita mientras se acercaba a la ISS. Cuando se acercaron a la ISS, Hurley demostró la capacidad de pilotar la nave espacial a través de los controles de su pantalla táctil hasta que alcanzó una distancia de 220 metros de los puertos de acoplamiento de la ISS, momento en el que dejaron que el programa de atraque automatizado  se hiciera cargo. Endeavour atracó con la ISS a las 14:29 UTC del 31 de mayo de 2020. La escotilla se abrió y Hurley y Behnken abordaron la ISS a las 18:22 UTC.
Hurley y Behnken se unieron a la tripulación de la Expedición 63 de la ISS, compuesta por el astronauta de la NASA Chris Cassidy y los cosmonautas rusos Ivan Vagner y Anatoli Ivanishin.
Se especulaba que Hurley y Behnken permanecerían en la ISS, de seis (6) a dieciséis (16) semanas, según las directivas de misión de la Nasa. La estadía se concretó finalmente en 8 semanas (31 de mayo-2 de agosto de 2020).

## Modos de aborto
En esta misión, la nave Crew Dragon cuenta con un sistema de aborto de lanzamiento que trabaja con 8 modos: uno desde la plataforma de lanzamiento, y otros 7 en pleno vuelo.
Una vez asegurados en sus asientos los astronautas, y tras alejarse la estructura de acceso de tripulación del lanzador, el sistema de aborto de lanzamiento es activado, a T -38 minutos. Desde este momento, y hasta los instantes previos al despegue, los motores SuperDraco en la nave se activarán, si ocurriera alguna anomalía, elevando y alejando rápidamente a la nave del cohete, para realizar un amerizaje en la costa cercana al complejo espacial.
Los 7 modos de aborto diseñados, fueron definidos para ubicar la zona de amerizaje de la cápsula en uno de los 50 lugares predefinidos, dependiendo del tiempo transcurrido desde el lanzamiento.
| Modo de aborto | Intervalo de inicio | Zona de amerizaje | Tipo de encendido                |
| -------------- | ------------------- | --- | -------------------------------- |
| Etapa 1a       | T +0:00             | Desde la costa de Florida hasta la de Carolina del Norte. | Progrado                         |
| Etapa 1b       | T +1:15             | Frente a la costa de Virginia. | Progrado                         |
| Etapa 2a       | T +2:32             | Océano Atlántico, desde las aguas frente a Delaware hasta las provincias marítimas de Canadá.                                                                                                  | Progrado                         |
| Etapa 2b       | T +8:05             | Frente a la costa de Nueva Escocia. | Retrógrado                       |
| Etapa 2c       | T +8:28             | Costa occidental de Irlanda. | Progrado                         |
| Etapa 2d       | T +8:38             | Costa occidental de Irlanda. | Retrógrado                       |
| Etapa 2e       | T +8:44             | Reservado para anomalías en el último segundo previo a alcanzar órbita. No requiere encendido de motores SuperDraco, solo correcciones orbitales para continuar la misión, o decidir regresar. | Correctivo con propulsores Draco |

Para amerizajes en un radio de 200 millas náuticas alrededor de Cabo Cañaveral, un equipo de 6 personas será enviado para rescatar a los tripulantes. Este grupo, en espera en la base Patrick, deberá ser capaz de llegar a la cápsula, extraer a los astronautas y volver con ellos a tierra en un lapso de tiempo aproximado de 6 horas.
Si el amerizaje ocurriera fuera del radio de acción del equipo de la base Patrick, un segundo equipo, de 9 integrantes y establecido en Charleston, Carolina del Sur, sería el responsable del rescate. Para este equipo, se ha establecido un plazo máximo de 24 horas para llegar a la nave y abrir su escotilla, y un máximo de 72 horas para extraer a los astronautas y regresar a tierra firme.

## Insignia
El diseño de la insignia muestra la Estación Espacial Internacional en órbita terrestre sobre los Estados Unidos. Sobre el horizonte, frente a un campo de estrellas, se encuentran los logotipos de SpaceX para la nave Dragon y el cohete Falcon 9 que transportarán a la tripulación. También se incluye el vector rojo de la insignia de la NASA, que se extiende sobre el planeta.
Debajo del vector, el logotipo del programa de desarrollo de tripulación comercial de la NASA se extiende hacia arriba desde la designación de la misión, DM-2, inscrita en negrita y subtitulada, "First Crewed Flight" (primer vuelo tripulado).
Escritos a lo largo del borde exterior del parche están "NASA" y "SpaceX", separados por la bandera estadounidense, y los apellidos de la tripulación, "Hurley" y "Behnken".
La insignia de la misión fue diseñada por Andrew Nyberg, un artista de Brainerd, Minnesota, que también es sobrino de Doug Hurley.

## Transmisión
La cobertura de este evento fue realizada por NASA TV, y se transmitió en las páginas web tanto de la NASA como de SpaceX, así como en sus canales de YouTube y cuentas de Periscope, también fue transmitido en la cuenta de Facebook de la agencia norteamericana.
Además fue retransmitido por diversos medios de comunicación y de divulgación científica de todo el mundo en diversas plataformas.